# Dicrotendipes flexus
Dicrotendipes flexus är en tvåvingeart som först beskrevs av Oskar Augustus Johannsen 1932.  Dicrotendipes flexus ingår i släktet Dicrotendipes och familjen fjädermyggor. Inga underarter finns listade i Catalogue of Life.